# هفتكده (مقاطعة دهلران)
هفتكده (بالفارسية: هفتکده) هي مستوطنة تقع في قسم سيد ناصرالدين الريفي (مقاطعة دهلران) في إيران. يقدر عدد سكانها بـ 280 نسمة .